# Juan Argote
Juan Jorge Argote (La Paz, 6 gennaio 1907 – 13 settembre 1990) è stato un calciatore boliviano, di ruolo centrocampista.

## Carriera
Partecipò al Mondiale del 1930 con la Nazionale boliviana.